# Логан (филм)
„Логан“ (на английски: Logan) е американски филм от 2017 г. Това е десетият филм от поредицата „Х-Мен“ и трети в трилогията на Върколака. Филмът е предпоследна изява на Хю Джакман като Логан / Върколака – роля, която играе повече от 17 години.

## Сюжет
Внимание:  Текстът по-долу разкрива сюжета на произведението (или части от него)!
Годината е 2029. Мутантите са на ръба на изтребление, като не са се раждали нови мутанти в последните 25 години. Джеймс „Логан“ Хаулет, по известен като Върколака е остарял изключително, защото адамантият в костите му сега го трови и отслабва лекуващия му фактор. Той прекарва дните си работейки като шофьор, бързайки да се сдобие с лекарства в Тексас. Той и мутантът албинос Калибан живеят в изоставена металургична фабрика близо до границата с Мексико, където се грижат за Професор Чарлз Екзевиър, който страда от невродегенеративно заболяване, карайки го да губи контрол над силите си до разрушителен ефект.
Един ден Логан се натъква на Габриела, медицинска сестра от Трансиджен, която го моли да ескортира нея и 11-годишното момиче Лора до място в Северна Дакота, наречено „Раят“. Логан среща Доналд Пиърс – кибернетично подсиления шеф на охраната на Трансиджен, който му предлага работа – да открие Габриела и Лора, но той отказва.
След като приема работата на Габриела, Логан разбира, че тя е била убита. Той, Екзевиър и Лора едва успяват да избягат убийците – Доналд Пиърс и кибернетично подобрените му хора наречени „Ловците“.
Калибан е хванат и измъчван, с цел да използват мутантските му способности и да ги намерят. Логан и Екзевиър научават чрез видео на телефона на Габриела, че Трансиджен са създавали деца мутанти с ДНК пробите от няколко мутанта за проект „X-23“, но са открили, че с годините е ставало трудно да ги контролират. След завършването на проект „X-24“, децата били счетени за ненужни и решили да ги убият. Габриела помогнала на няколко деца да избягат от Трансиджен, преди да прекара Лора през границата.
Също така се разкрива, че Лора е „дъщеря“ на Логан, понеже за създаването ѝ е било използвано негово ДНК.
По време на престоя си в Оклахома Сити, Логан започва да мисли скептично за местоположението на Рая, тъй като намира същите координати споменати в един от комиксите на X-men, които Лора носи със себе си. Ловците ги откриват, но Екзевиър получава пореден пристъп и „замръзва“ всички на място в хотела с психичен удар, позволявайки на Логан да ги убие. Логан инжектира Екзевиър с успокоително преди да напуснат града, оставяйки стотици ранени след инцидента. Тримата след това са подслонени от местното семейство Мънсън, след като им помагат да успокоят конете си по време на инцидент на магистралата.
Логан и Уил излизат от къщата, за да поправят спукана тръба. Същата нощ Екзевиър си спомня за пристъп, който е получил в Уестчестър, ранявайки неизвестен брой хора. Той изразява вината си пред човек, когото мисли за Логан, но се ракрива, че това е Х-24 – подивял клонинг на Върколака без собствен лекуващ фактор и с по-слаб адамантиев скелет. X-24 пробожда Екзевиър в гърдите, изколва жената и синът на Уил и смъртно ранява самия Уил, след което залавя Лора. Логан пристига и намира ранения Екзевиър, който умира в ръцете му.
Калибан жертва себе си, за да могат Лора и Логан да избягат, като активира две гранати, които унищожават вана, в който се намира. Логан и X-24 се сблъскват, но Уил се появява и нанизва X-24 на предницата на един комбайн, като го бута с колата си, след което умира, позволявайки на Логан и Лора да избягат. След като погребват Екзевиър, Логан припада и се събужда в клиника, където докторът се опитва да убеди Логан да намери лечение за болестта си, но той отказва.
Лора успява да го убеди да поспи, докато тя шофира към Рая. Междувременно X-24 е инжектиран със серум, който му помага да се регенерира.
Логан и Лора пристигат в Рая – безопасно място, управлявано от Риктор и другите избягали деца от Трансиджен.
Там Логан научава, че децата планират да прекосят гората и канадската граница и поверява Лора на тях преди да тръгне по собствения си път. По време на пътуването децата са открити и заловени от Ловците. Логан използва серум, оставен му от Риктор, който възвръща лекуващите му способности както са били в началото, като бързо се възстановява от всички предишни рани.
След това той започва да изколва Ловците, но ефектът от серума бързо спира да действа, когато среща Зандър Райс, лидер на проекта Трансиджен. Райс разкрива, че унищожението на мутантите се дължи на вирус, създаден от Трансиджен, с цел да контролират мутантското население и да създадат свои собствени мутантски оръжия. Той също споменава, че Логан е убил баща му, когато е избягал от програмата „Оръжие Х“ при езерото Алкали. Логан застрелва Райс и Пиърс пуска X-24, докато децата убиват оставащите Ловци, след което хващат Пиърс и го убиват. Логан и Лора продължават да се бият с X-24, когато Риктор използва сеизмичните си сили, за да вдигне парче земя изпод брониран камион, затрупвайки X-24.
Логан, решавайки да остане, моли децата да тръгват, но веднага след това X-24 повдига камиона, напада Логан и го нанизва на клон на дърво.
Лора успява да убие X-24 с адамантиев куршум, който Логан носи със себе си. Фатално ранен, Логан казва на Лора да не бъде оръжието, което са я направили, след което умира в ръцете ѝ. Лора и децата скърбят за него и след това го погребват. Лора през сълзи взима кръста на гроба му и го завърта, създавайки „X“, след което продължава с децата към границата, за да открият ново начало за своя вид.

## Актьорски състав
| Актьор            | Роля                                      |
| ----------------- | ----------------------------------------- |
| Хю Джакман        | Джеймс „Лоуган“ Хаулет / Върколака / Х-24 |
| Патрик Стюарт     | Чарлз Екзевиър / Професор Х               |
| Дафни Кийн        | Лора Киний / Х-23                         |
| Бойд Холдбрук     | Донълд Пиърс                              |
| Стивън Мерчант    | Калибан                                   |
| Ричард Грант      | Д-р Зандър Райс                           |
| Ерик Ла Сали      | Уил Мънсън                                |
| Елиз Нийл         | Катрин Мънсън                             |
| Елизабет Родригез | Габриела                                  |